# Sobre la ciencia del pulso
Sobre la ciencia del pulso (persa : اندر دانش رگ Andar dāneš-e rag, también conocido como Resāla-ye nabż) es un libro persa de medicina escrito por Avicena. Es uno de los dos únicos libros del autor escritos en idioma persa.

## Contenido
El libro está hábilmente organizado en nueve capítulos. Los primeros tres  ofrecen una visión general de las funciones del cuerpo humano como prólogo del tema principal, que es el estudio del pulso. Los tres capítulos siguientes tratan del pulso y la identificación de las venas. Los capítulos 7 y 8 resumen ideas sobre el pulso expuestos en El Canon de Medicina . El capítulo 9 cierra el libro con comentarios complementarios sobre las partes relevantes de El Canon de medicina.
En este libro Avicena menciona a los nervios, arterias y venas como los lugares por los que pasa el alma. Debe tenerse en cuenta que sus predecesores, siguiendo el pensamiento de Galeno, consideraban que el pulso podía ser causado por movimientos ondulatorios. Por ello, en la obra se considera que las venas tienen la capacidad de contraerse y expandirse, lo que originaría el pulso.

## Público objetivo
A diferencia de sus obras en idioma árabe, Avicena destinó este libro al público general, por lo que lo compuso en esta lengua vernácula.